# Cettiidae
Cettiidae este o familie de păsări recent definită, majoritatea membrilor acesteia fiind clasificați anterior în familia Sylviidae. Unele autorități taxonomice includ această întreagă familie, împreună cu genurile înrudite Erythrocercus și Scotocerca, într-o familie extinsă Scotocercidae.
Membrii săi se întâlnesc în principal în Asia, în Oceania și în Europa. Sunt păsări mici, butucănoase, în general maronii, și tind să aibă coada mai mică decât locustelidele foarte asemănătoare.

## Taxonomie
Familia Cettiidae a fost introdusă de Per Alström și colaboratorii săi în 2006.
Următoarea cladogramă care prezintă relațiile dintre familii se bazează pe un studiu realizat de Carl Oliveros și colaboratorii săi, publicat în 2019.
|  | Erythrocercidae (3 specii)                                              |
|  |                                                                         |
|  | \| \| Scotocercidae \| \| \| \| \| \| Cettiidae (32 specii) \| \| \| \| |
|  |                                                                         |
|  | Scotocercidae                                                           |
|  |                                                                         |
|  | Cettiidae (32 specii)                                                   |
|  |                                                                         |

|  | Scotocercidae         |
|  |                       |
|  | Cettiidae (32 specii) |
|  |                       |

|  | Erythrocercidae (3 specii)                                              |
|  |                                                                         |
|  | \| \| Scotocercidae \| \| \| \| \| \| Cettiidae (32 specii) \| \| \| \| |
|  |                                                                         |
|  | Scotocercidae                                                           |
|  |                                                                         |
|  | Cettiidae (32 specii)                                                   |
|  |                                                                         |

|  | Scotocercidae         |
|  |                       |
|  | Cettiidae (32 specii) |
|  |                       |

|  | Erythrocercidae (3 specii)                                              |
|  |                                                                         |
|  | \| \| Scotocercidae \| \| \| \| \| \| Cettiidae (32 specii) \| \| \| \| |
|  |                                                                         |
|  | Scotocercidae                                                           |
|  |                                                                         |
|  | Cettiidae (32 specii)                                                   |
|  |                                                                         |

|  | Scotocercidae         |
|  |                       |
|  | Cettiidae (32 specii) |
|  |                       |

|  | Erythrocercidae (3 specii)                                              |
|  |                                                                         |
|  | \| \| Scotocercidae \| \| \| \| \| \| Cettiidae (32 specii) \| \| \| \| |
|  |                                                                         |
|  | Scotocercidae                                                           |
|  |                                                                         |
|  | Cettiidae (32 specii)                                                   |
|  |                                                                         |

|  | Scotocercidae         |
|  |                       |
|  | Cettiidae (32 specii) |
|  |                       |

|  | Erythrocercidae (3 specii)                                              |
|  |                                                                         |
|  | \| \| Scotocercidae \| \| \| \| \| \| Cettiidae (32 specii) \| \| \| \| |
|  |                                                                         |
|  | Scotocercidae                                                           |
|  |                                                                         |
|  | Cettiidae (32 specii)                                                   |
|  |                                                                         |

|  | Scotocercidae         |
|  |                       |
|  | Cettiidae (32 specii) |
|  |                       |

|  | Erythrocercidae (3 specii)                                              |
|  |                                                                         |
|  | \| \| Scotocercidae \| \| \| \| \| \| Cettiidae (32 specii) \| \| \| \| |
|  |                                                                         |
|  | Scotocercidae                                                           |
|  |                                                                         |
|  | Cettiidae (32 specii)                                                   |
|  |                                                                         |

|  | Scotocercidae         |
|  |                       |
|  | Cettiidae (32 specii) |
|  |                       |

|  | Erythrocercidae (3 specii)                                              |
|  |                                                                         |
|  | \| \| Scotocercidae \| \| \| \| \| \| Cettiidae (32 specii) \| \| \| \| |
|  |                                                                         |
|  | Scotocercidae                                                           |
|  |                                                                         |
|  | Cettiidae (32 specii)                                                   |
|  |                                                                         |

|  | Scotocercidae         |
|  |                       |
|  | Cettiidae (32 specii) |
|  |                       |

|  | Erythrocercidae (3 specii)                                              |
|  |                                                                         |
|  | \| \| Scotocercidae \| \| \| \| \| \| Cettiidae (32 specii) \| \| \| \| |
|  |                                                                         |
|  | Scotocercidae                                                           |
|  |                                                                         |
|  | Cettiidae (32 specii)                                                   |
|  |                                                                         |

|  | Scotocercidae         |
|  |                       |
|  | Cettiidae (32 specii) |
|  |                       |

|  | Erythrocercidae (3 specii)                                              |
|  |                                                                         |
|  | \| \| Scotocercidae \| \| \| \| \| \| Cettiidae (32 specii) \| \| \| \| |
|  |                                                                         |
|  | Scotocercidae                                                           |
|  |                                                                         |
|  | Cettiidae (32 specii)                                                   |
|  |                                                                         |

|  | Scotocercidae         |
|  |                       |
|  | Cettiidae (32 specii) |
|  |                       |

|  | Erythrocercidae (3 specii)                                              |
|  |                                                                         |
|  | \| \| Scotocercidae \| \| \| \| \| \| Cettiidae (32 specii) \| \| \| \| |
|  |                                                                         |
|  | Scotocercidae                                                           |
|  |                                                                         |
|  | Cettiidae (32 specii)                                                   |
|  |                                                                         |

|  | Scotocercidae         |
|  |                       |
|  | Cettiidae (32 specii) |
|  |                       |

|  | Erythrocercidae (3 specii)                                              |
|  |                                                                         |
|  | \| \| Scotocercidae \| \| \| \| \| \| Cettiidae (32 specii) \| \| \| \| |
|  |                                                                         |
|  | Scotocercidae                                                           |
|  |                                                                         |
|  | Cettiidae (32 specii)                                                   |
|  |                                                                         |

|  | Scotocercidae         |
|  |                       |
|  | Cettiidae (32 specii) |
|  |                       |

|  | Erythrocercidae (3 specii)                                              |
|  |                                                                         |
|  | \| \| Scotocercidae \| \| \| \| \| \| Cettiidae (32 specii) \| \| \| \| |
|  |                                                                         |
|  | Scotocercidae                                                           |
|  |                                                                         |
|  | Cettiidae (32 specii)                                                   |
|  |                                                                         |

|  | Scotocercidae         |
|  |                       |
|  | Cettiidae (32 specii) |
|  |                       |

|  | Erythrocercidae (3 specii)                                              |
|  |                                                                         |
|  | \| \| Scotocercidae \| \| \| \| \| \| Cettiidae (32 specii) \| \| \| \| |
|  |                                                                         |
|  | Scotocercidae                                                           |
|  |                                                                         |
|  | Cettiidae (32 specii)                                                   |
|  |                                                                         |

|  | Scotocercidae         |
|  |                       |
|  | Cettiidae (32 specii) |
|  |                       |

|  | Erythrocercidae (3 specii)                                              |
|  |                                                                         |
|  | \| \| Scotocercidae \| \| \| \| \| \| Cettiidae (32 specii) \| \| \| \| |
|  |                                                                         |
|  | Scotocercidae                                                           |
|  |                                                                         |
|  | Cettiidae (32 specii)                                                   |
|  |                                                                         |

|  | Scotocercidae         |
|  |                       |
|  | Cettiidae (32 specii) |
|  |                       |

|  | Erythrocercidae (3 specii)                                              |
|  |                                                                         |
|  | \| \| Scotocercidae \| \| \| \| \| \| Cettiidae (32 specii) \| \| \| \| |
|  |                                                                         |
|  | Scotocercidae                                                           |
|  |                                                                         |
|  | Cettiidae (32 specii)                                                   |
|  |                                                                         |

|  | Scotocercidae         |
|  |                       |
|  | Cettiidae (32 specii) |
|  |                       |

|  | Erythrocercidae (3 specii)                                              |
|  |                                                                         |
|  | \| \| Scotocercidae \| \| \| \| \| \| Cettiidae (32 specii) \| \| \| \| |
|  |                                                                         |
|  | Scotocercidae                                                           |
|  |                                                                         |
|  | Cettiidae (32 specii)                                                   |
|  |                                                                         |

|  | Scotocercidae         |
|  |                       |
|  | Cettiidae (32 specii) |
|  |                       |

|  | Erythrocercidae (3 specii)                                              |
|  |                                                                         |
|  | \| \| Scotocercidae \| \| \| \| \| \| Cettiidae (32 specii) \| \| \| \| |
|  |                                                                         |
|  | Scotocercidae                                                           |
|  |                                                                         |
|  | Cettiidae (32 specii)                                                   |
|  |                                                                         |

|  | Scotocercidae         |
|  |                       |
|  | Cettiidae (32 specii) |
|  |                       |

|  | Erythrocercidae (3 specii)                                              |
|  |                                                                         |
|  | \| \| Scotocercidae \| \| \| \| \| \| Cettiidae (32 specii) \| \| \| \| |
|  |                                                                         |
|  | Scotocercidae                                                           |
|  |                                                                         |
|  | Cettiidae (32 specii)                                                   |
|  |                                                                         |

|  | Scotocercidae         |
|  |                       |
|  | Cettiidae (32 specii) |
|  |                       |

|  | Erythrocercidae (3 specii)                                              |
|  |                                                                         |
|  | \| \| Scotocercidae \| \| \| \| \| \| Cettiidae (32 specii) \| \| \| \| |
|  |                                                                         |
|  | Scotocercidae                                                           |
|  |                                                                         |
|  | Cettiidae (32 specii)                                                   |
|  |                                                                         |

|  | Scotocercidae         |
|  |                       |
|  | Cettiidae (32 specii) |
|  |                       |

|  | Erythrocercidae (3 specii)                                              |
|  |                                                                         |
|  | \| \| Scotocercidae \| \| \| \| \| \| Cettiidae (32 specii) \| \| \| \| |
|  |                                                                         |
|  | Scotocercidae                                                           |
|  |                                                                         |
|  | Cettiidae (32 specii)                                                   |
|  |                                                                         |

|  | Scotocercidae         |
|  |                       |
|  | Cettiidae (32 specii) |
|  |                       |

|  | Erythrocercidae (3 specii)                                              |
|  |                                                                         |
|  | \| \| Scotocercidae \| \| \| \| \| \| Cettiidae (32 specii) \| \| \| \| |
|  |                                                                         |
|  | Scotocercidae                                                           |
|  |                                                                         |
|  | Cettiidae (32 specii)                                                   |
|  |                                                                         |

|  | Scotocercidae         |
|  |                       |
|  | Cettiidae (32 specii) |
|  |                       |

|  | Erythrocercidae (3 specii)                                              |
|  |                                                                         |
|  | \| \| Scotocercidae \| \| \| \| \| \| Cettiidae (32 specii) \| \| \| \| |
|  |                                                                         |
|  | Scotocercidae                                                           |
|  |                                                                         |
|  | Cettiidae (32 specii)                                                   |
|  |                                                                         |

|  | Scotocercidae         |
|  |                       |
|  | Cettiidae (32 specii) |
|  |                       |

|  | Erythrocercidae (3 specii)                                              |
|  |                                                                         |
|  | \| \| Scotocercidae \| \| \| \| \| \| Cettiidae (32 specii) \| \| \| \| |
|  |                                                                         |
|  | Scotocercidae                                                           |
|  |                                                                         |
|  | Cettiidae (32 specii)                                                   |
|  |                                                                         |

|  | Scotocercidae         |
|  |                       |
|  | Cettiidae (32 specii) |
|  |                       |

|  | Erythrocercidae (3 specii)                                              |
|  |                                                                         |
|  | \| \| Scotocercidae \| \| \| \| \| \| Cettiidae (32 specii) \| \| \| \| |
|  |                                                                         |
|  | Scotocercidae                                                           |
|  |                                                                         |
|  | Cettiidae (32 specii)                                                   |
|  |                                                                         |

|  | Scotocercidae         |
|  |                       |
|  | Cettiidae (32 specii) |
|  |                       |

|  | Erythrocercidae (3 specii)                                              |
|  |                                                                         |
|  | \| \| Scotocercidae \| \| \| \| \| \| Cettiidae (32 specii) \| \| \| \| |
|  |                                                                         |
|  | Scotocercidae                                                           |
|  |                                                                         |
|  | Cettiidae (32 specii)                                                   |
|  |                                                                         |

|  | Scotocercidae         |
|  |                       |
|  | Cettiidae (32 specii) |
|  |                       |

|  | Erythrocercidae (3 specii)                                              |
|  |                                                                         |
|  | \| \| Scotocercidae \| \| \| \| \| \| Cettiidae (32 specii) \| \| \| \| |
|  |                                                                         |
|  | Scotocercidae                                                           |
|  |                                                                         |
|  | Cettiidae (32 specii)                                                   |
|  |                                                                         |

|  | Scotocercidae         |
|  |                       |
|  | Cettiidae (32 specii) |
|  |                       |

|  | Erythrocercidae (3 specii)                                              |
|  |                                                                         |
|  | \| \| Scotocercidae \| \| \| \| \| \| Cettiidae (32 specii) \| \| \| \| |
|  |                                                                         |
|  | Scotocercidae                                                           |
|  |                                                                         |
|  | Cettiidae (32 specii)                                                   |
|  |                                                                         |

|  | Scotocercidae         |
|  |                       |
|  | Cettiidae (32 specii) |
|  |                       |

|  | Erythrocercidae (3 specii)                                              |
|  |                                                                         |
|  | \| \| Scotocercidae \| \| \| \| \| \| Cettiidae (32 specii) \| \| \| \| |
|  |                                                                         |
|  | Scotocercidae                                                           |
|  |                                                                         |
|  | Cettiidae (32 specii)                                                   |
|  |                                                                         |

|  | Scotocercidae         |
|  |                       |
|  | Cettiidae (32 specii) |
|  |                       |

|  | Erythrocercidae (3 specii)                                              |
|  |                                                                         |
|  | \| \| Scotocercidae \| \| \| \| \| \| Cettiidae (32 specii) \| \| \| \| |
|  |                                                                         |
|  | Scotocercidae                                                           |
|  |                                                                         |
|  | Cettiidae (32 specii)                                                   |
|  |                                                                         |

|  | Scotocercidae         |
|  |                       |
|  | Cettiidae (32 specii) |
|  |                       |

|  | Erythrocercidae (3 specii)                                              |
|  |                                                                         |
|  | \| \| Scotocercidae \| \| \| \| \| \| Cettiidae (32 specii) \| \| \| \| |
|  |                                                                         |
|  | Scotocercidae                                                           |
|  |                                                                         |
|  | Cettiidae (32 specii)                                                   |
|  |                                                                         |

|  | Scotocercidae         |
|  |                       |
|  | Cettiidae (32 specii) |
|  |                       |

|  | Erythrocercidae (3 specii)                                              |
|  |                                                                         |
|  | \| \| Scotocercidae \| \| \| \| \| \| Cettiidae (32 specii) \| \| \| \| |
|  |                                                                         |
|  | Scotocercidae                                                           |
|  |                                                                         |
|  | Cettiidae (32 specii)                                                   |
|  |                                                                         |

|  | Scotocercidae         |
|  |                       |
|  | Cettiidae (32 specii) |
|  |                       |

|  | Erythrocercidae (3 specii)                                              |
|  |                                                                         |
|  | \| \| Scotocercidae \| \| \| \| \| \| Cettiidae (32 specii) \| \| \| \| |
|  |                                                                         |
|  | Scotocercidae                                                           |
|  |                                                                         |
|  | Cettiidae (32 specii)                                                   |
|  |                                                                         |

|  | Scotocercidae         |
|  |                       |
|  | Cettiidae (32 specii) |
|  |                       |

Relațiile filogenetice dintre cele opt genuri au fost determinate într-un studiu realizat în 2011 de Per Alström și colaboratorii săi.
|  | Hemitesia – (2 specii) |
|  |                        |
|  | Urosphena – (3 specii) |
|  |                        |

|  | Tesia – (4 specii)  |
|  |                     |
|  | Cettia – (4 specii) |
|  |                     |

|  | Hemitesia – (2 specii) |
|  |                        |
|  | Urosphena – (3 specii) |
|  |                        |

|  | Tesia – (4 specii)  |
|  |                     |
|  | Cettia – (4 specii) |
|  |                     |

|  | Phyllergates – (2 specii)                                            |
|  |                                                                      |
|  | \| \| Tickellia \| \| \| \| \| \| Horornis – (13 specii) \| \| \| \| |
|  |                                                                      |
|  | Tickellia                                                            |
|  |                                                                      |
|  | Horornis – (13 specii)                                               |
|  |                                                                      |

|  | Tickellia              |
|  |                        |
|  | Horornis – (13 specii) |
|  |                        |

|  | Phyllergates – (2 specii)                                            |
|  |                                                                      |
|  | \| \| Tickellia \| \| \| \| \| \| Horornis – (13 specii) \| \| \| \| |
|  |                                                                      |
|  | Tickellia                                                            |
|  |                                                                      |
|  | Horornis – (13 specii)                                               |
|  |                                                                      |

|  | Tickellia              |
|  |                        |
|  | Horornis – (13 specii) |
|  |                        |

|  | Hemitesia – (2 specii) |
|  |                        |
|  | Urosphena – (3 specii) |
|  |                        |

|  | Tesia – (4 specii)  |
|  |                     |
|  | Cettia – (4 specii) |
|  |                     |

|  | Hemitesia – (2 specii) |
|  |                        |
|  | Urosphena – (3 specii) |
|  |                        |

|  | Tesia – (4 specii)  |
|  |                     |
|  | Cettia – (4 specii) |
|  |                     |

|  | Phyllergates – (2 specii)                                            |
|  |                                                                      |
|  | \| \| Tickellia \| \| \| \| \| \| Horornis – (13 specii) \| \| \| \| |
|  |                                                                      |
|  | Tickellia                                                            |
|  |                                                                      |
|  | Horornis – (13 specii)                                               |
|  |                                                                      |

|  | Tickellia              |
|  |                        |
|  | Horornis – (13 specii) |
|  |                        |

|  | Phyllergates – (2 specii)                                            |
|  |                                                                      |
|  | \| \| Tickellia \| \| \| \| \| \| Horornis – (13 specii) \| \| \| \| |
|  |                                                                      |
|  | Tickellia                                                            |
|  |                                                                      |
|  | Horornis – (13 specii)                                               |
|  |                                                                      |

|  | Tickellia              |
|  |                        |
|  | Horornis – (13 specii) |
|  |                        |

### Specii
Familia conține 31 de specii în opt genuri.
| Imagine | Gen                        | Specii |
| ------- | -------------------------- | --- |
|         | Abroscopus Baker, 1930     | - Abroscopus albogularis - Abroscopus schisticeps - Abroscopus superciliaris |
|         | Phyllergates Sharpe, 1883  | - Phyllergates cucullatus - Phyllergates heterolaemus |
|         | Tickellia Blyth, 1861      | - Tickellia hodgsoni |
|         | Horornis Hodgson, 1845     | - Horornis canturians - Horornis diphone - Horornis seebohmi - Horornis annae - Horornis parens - Horornis haddeni - Horornis ruficapilla - Horornis carolinae - Horornis fortipes - Horornis flavolivacea - Horornis acanthizoides - Horornis brunnescens |
|         | Tesia Hodgson, 1837        | - Tesia olivea - Tesia cyaniventer - Tesia superciliaris - Tesia everetti |
|         | Cettia Bonaparte, 1834     | - Cettia major - Cettia castaneocoronata - Cettia brunnifrons - Cettia cetti – stufărică |
|         | Urosphena R. Swinhoe, 1877 | - Urosphena squameiceps - Urosphena subulata - Urosphena whiteheadi |
|         | Hemitesia Chapin, 1948     | - Hemitesia pallidipes - Hemitesia neumanni |